# 奥尔加·苏亨科
奥尔加·彼得里芙娜·苏亨科（1971年10月19日—2022年3月24日），曾担任莫特任村长，在布查大屠杀期间被俄罗斯军队杀害。

## 早年生活
奥尔加·彼得里芙娜·苏亨科于1971年10月19日出生，就读于基辅第127中学，1992年至1994年期间在基辅商学院就读商品销售。之后，她前往基辅国立水运学院学习，三年后，获得了会计资格。苏亨科出社会后共担任了面包师、销售员，以及莫季任的一所幼儿园。

## 政治生涯
苏亨科在莫特任村担任了十多年的村长，莫特任位于首都基辅以西约25英里处，人口约1000人。她担任村长期间负责解决邻里纠纷、修复建筑和组织文化活动。苏亨科担任村长前曾于2002年担任村委会秘书，2006年升职成主席。2017 年，她前往赫魯茲凱的一家疗养院探望了莫特任的二战老兵費迪爾·克利門科，并感谢他为战胜纳粹所做的努力。2022年2月27日，俄罗斯军队抵达莫特任后苏亨科在Facebook上发帖称：“我们村里来了外国混蛋。小心点，别离开家，保持冷静。” 2022年俄罗斯入侵乌克兰后，数千人从基辅逃到该村，3月初，她组织了一支平民撤离车队。在俄罗斯军队占领期间，她还安排运送和分发食品和药品。她的丈夫伊霍爾·蘇亨科和其他村民还向乌克兰军队提供了有关俄罗斯军队位置和动向的情报。

## 死亡

### 绑架杀害
据乌克兰官员和当地居民称，3月23日，苏亨科、她的丈夫伊戈尔和他们的儿子亞歷山大被俄罗斯士兵绑架、折磨后枪杀，并埋在森林里的一个浅坑里。

### 发现尸体
俄军撤离后，乌克兰士兵发现了他们三人的尸体，在附近还发现了另外两具尸体。據英国广播公司报导，苏亨科和她的家人是因涉嫌协助乌克兰武裝部隊而被杀害。乌克兰副总理伊琳娜·韦列舒克表示，苏亨科是被俄罗斯军队俘虏的十二名市政领导人之一，乌克兰政府己于2022年4月2日得知了她的死讯。